# Sommer-Paralympics 2016/Teilnehmer (Puerto Rico)
| stlisierte Goldmedaille | stlisierte Silbermedaille | stlisierte Bronzemedaille |
| ----------------------- | ------------------------- | ------------------------- |
| —                       | —                         | —                         |

Puerto Rico entsandte eine Athletin und drei Athleten zu den Paralympischen Sommerspielen 2016 in Rio de Janeiro,  die in drei Sportarten antraten. Fahnenträgerin für Puerto Rico bei der Eröffnungsfeier war die Schwimmerin Paola Alexandra Acuna Sanchez.

## Teilnehmer nach Sportart

### Bogenschießen
| Athleten                       | Wettbewerb    | Qualifikation | Qualifikation | 1. Runde    | 1. Runde | Achtelfinale  | Achtelfinale  | Viertelfinale | Viertelfinale | Halbfinale    | Halbfinale    | Finale        | Finale        | Rang |
| Athleten                       | Wettbewerb    | Ringe         | Rang          | Gegner      | Ergebnis | Gegner        | Ergebnis      | Gegner        | Ergebnis      | Gegner        | Ergebnis      | Gegner        | Ergebnis      | Rang |
| ------------------------------ | ------------- | ------------- | ------------- | ----------- | -------- | ------------- | ------------- | ------------- | ------------- | ------------- | ------------- | ------------- | ------------- | ---- |
| Männer                         |               |               |               |             |          |               |               |               |               |               |               |               |               |      |
| Ricardo Alexis Rosario Vazquez | Compound Open | 623           | 29            | M. Stutzman | 129:142  | ausgeschieden | ausgeschieden | ausgeschieden | ausgeschieden | ausgeschieden | ausgeschieden | ausgeschieden | ausgeschieden | 17   |

### Judo
| Athleten                | Wettbewerb       | 1. Runde | 1. Runde | 1. Hoffnungsrunde | 1. Hoffnungsrunde | Viertelfinale | Viertelfinale | 2. Hoffnungsrunde | 2. Hoffnungsrunde | Halbfinale | Halbfinale | Kampf um Gold/Bronze | Kampf um Gold/Bronze | Rang |
| Athleten                | Wettbewerb       | Gegner   | Erg.     | Gegner            | Erg.              | Gegner        | Erg.          | Gegner            | Erg.              | Gegner     | Erg.       | Gegner               | Erg.                 | Rang |
| ----------------------- | ---------------- | -------- | -------- | ----------------- | ----------------- | ------------- | ------------- | ----------------- | ----------------- | ---------- | ---------- | -------------------- | -------------------- | ---- |
| Männer                  |                  |          |          |                   |                   |               |               |                   |                   |            |            |                      |                      |      |
| Luis Jabdiel Perez Diaz | Klasse bis 66 kg | M. Aajim | 100:0    | —                 | —                 | U. Nigmatov   | 0:010         | O. Bareikis       | 0:001             | —          | —          | ausgeschieden        | ausgeschieden        | 5    |

### Schwimmen
| Athleten                      | Wettbewerb       | Vorlauf     | Vorlauf | Finale        | Finale        | Rang |
| Athleten                      | Wettbewerb       | Zeit        | Rang    | Zeit          | Rang          | Rang |
| ----------------------------- | ---------------- | ----------- | ------- | ------------- | ------------- | ---- |
| Männer                        |                  |             |         |               |               |      |
| Darvin Baez Eliza             | 100 m Brust SB12 | 1:18,70 min | 10      | ausgeschieden | ausgeschieden | 10   |
| Frauen                        |                  |             |         |               |               |      |
| Paola Alexandra Acuna Sanchez | 100 m Rücken S9  | 1:26,61 min | 17      | ausgeschieden | ausgeschieden | 17   |